# کایسو کوئینکتیوس
کایسو کوئینکتیوس (به لاتین: Caeso Quinctius) فرزند کینکیناتوس (دیکتاتور سال ۴۵۸ قبل از میلاد) و از جوانان اشرافی جمهوری روم بود. او به سبب درگیری با تریبون‌های عوام و تلاش برای جلوگیری از تصویب لایحهٔ ترنتیلیوس به دادگاه احضار شد اما به تبعیدی خودخواسته رفت و احتمالاً در جریان نبردی کشته شد.

## پیش‌زمینه

### لایحهٔ ترنتیلیوس
در سال ۴۶۲ قبل از میلاد، جمهوری روم همسایگان خود، ولسکیان و آیکوئیان، را در نبرد شکست داد و در خارج کشور آرامش برقرار شد. لیکن در داخل یکی از تریبون‌های عوام به نام گایوس ترنتیلیوس هارسا باعث بروز منازعات طبقاتی شد. ماجرا آن بود که، در غیاب کنسولانِ آن سال، این تریبون لایحه‌ای برای تصویب پیشنهاد کرد که به موجب آن پنج نفر نصب می‌شدند تا برای تدوین و تحدید قدرت کنسولان قوانینی بنویسند. وی می‌خواست مانع زورگویی‌ها و اقدامات خودسرانهٔ کنسولان شود. لیکن با بازگشت کنسولانِ آن سال به شهر، کار آن لایحه پیش نرفت و تصویب نشد.
سال بعد، ۴۶۱ قبل از میلاد، تمام تریبون‌های عوام متفق و یکصدا به دنبال تصویب لایحه و کاهش اختیارات کنسولان بودند. در این حیص‌وبیص خبر رسید که ولسکیان و آیکوئیان، با وجود شکست پارسالشان، در آنتیوم جمع شده‌اند و می‌خواهند بر روم حمله کنند. پس کنسولان فرمان سربازگیری صادر کردند و از مردم خواستند برای اعزام به جنگ ثبت‌نام کنند. لیکن تریبون‌های عوام به مردم گفتند که حملهٔ احتمالی دشمنْ داستانی ساخته و پرداختهٔ اشراف است تا حواس مردم را از تصویب لایحه پرت کنند، چرا که دشمن (= ولسکیان و آیکوئیان) همین پارسال شکست سختی خورده بود و امکان نداشت به این زودی بتواند وارد جنگی تازه با روم شود؛ بنابراین، تریبون‌ها از مردم خواستند که برای سربازی ثبت‌نام نکنند.
تیتوس لیویوس، تاریخ‌نگار رومی، در جلد سوم کتاب از پیدایش روم، کایسو را چنین توصیف می‌کند:
«Cæso erat Quinctius, ferox iuvenis qua nobilitate gentis, qua corporis magnitudine et viribus. Ad ea munera data a dis et ipse addiderat multa belli decora facumdiamque in foro, ut nemo, non lingua, non manu promptior in civitate haberetur. Hic cum in medio patrum agmine constitisset, eminens inter alios, velut omnes dictaturas consulatusque gerens in voce ac viribus suis, unus impetus tribunicios popularesque procellas substinebat. Hoc duce saepe pulsi foro tribuni, fusa ac fugata plebes est; qui obvius fuerat, mulcatus nudatusque abibat, ut satis appareret, si sic agi liceret, victam lege esse.

جوانی بود به نام کایسو کوئینکتیوس، فردی که هم اصل‌ونسب خویش و هم جثهٔ عظیم و نیروی فراوانش او را خشن بارآورده بود. به آن مواهب خدادادی، خود وی نیز ده‌ها افتخار جنگی و مهارت سخنوری در فروم اضافه کرده بود، چنان‌که هیچ‌کس در تمام شهر نه زبانش از وی تیزتر بود و نه دستش از وی پرزورتر. او چون در وسط حزب اشراف می‌ایستاد، از همه مشخص‌تر و ممتازتر بود، چنان‌که گویی تمام دیکتاتوری‌ها و کنسولی‌ها را در صدا و نیروی خود جمع کرده است. او به تنهایی در برابر تمام آشوبگری تریبون‌ها و عوام می‌ایستاد. در هنگام رهبری اشراف، او بارها تریبون‌ها را از فروم به بیرون راند و عوام را نیز هزیمت کرد. هر کس که با وی مقابل می‌شد، لخت و کتک‌خورده برمی‌گشت، چنان‌که معلوم شد که اگر او را به حال خود رها کنند، لایحه شکست می‌خورد.»— تیتوس لیویوس، از پیدایش روم، ج۳، گفتار ۱۱
بالاخره یکی از تریبون‌های عوام در برابر کایسو ایستاد. نام او آولوس ورگینیوس بود.

## آولوس ورگینیوس
این تریبون عوام کاری به تندروی‌های کایسو و مخالفت‌های او با لایحه نداشت. هدفش این بود که او خود را منفور عوام کند و بهانهٔ لازم برای محاکمهٔ خود را به‌دست دهد. این تریبون در باب لایحه بسیار نطق می‌کرد؛ نه برای تصویب آن، بلکه برای آنکه کایسو را به تندروی و حماقتِ بیشتر برانگیزد. او بارها در خطابه‌های عمومی در فروم به عوام می‌گفت:
«Ecquid sentitis iam, vos, Quirites, Caesonem simul civem et legem quam cupitis habere non posse? Quamquam quid ego legem loquor? Libertati obstat; omnes Tarquinios superbia exsuperat. Expectate dum consul aut dictator fiat, quem privatum viribus et audacia regnantem videtis.

ای رومیان، حالا می‌فهمید که ممکن نیست هم کایسوی همشهری را داشته باشید و هم لایحهٔ محبوبتان را؟ اصلاً چرا از لایحه حرف می‌زنم؟ او در واقع [نه فقط دشمن لایحه، بلکه] دشمن آزادی شماست. او در تکبر از تمام خاندان تارکوئینیان هم بدتر است. می‌بینید که او الآن هم که شهروندی عادی است با پررویی و زورمندی خود پادشاهی می‌کند. حالا صبر کنید تا دیکتاتور یا احیاناً کنسول شود!»— تیتوس لیویوس، از پیدایش روم، ج۳، گفتار ۱۱

## محاکمه
با نزدیک‌شدن به روز محاکمه، کایسو بالاخره کوتاه آمد و ناگزیر دست به دامان توده‌ها شد تا بخشش بخواهد؛ هرچند که باطناً از چنین کاری نفرت داشت.
«T. Quinctius Capitolinus, qui ter consul fuerat, cum multa referret sua familiæque decora, adfirmabat necque in Quinctia gente necque in civitate Romana tantam indolem tam maturæ virtutis unquam existisse; suum primum militem fuisse, se saepe vidente pugnasse in hostem. Sp. Furius, missum ab Quinctio Capitolino sibi eum in dubiis suis rebus venisse subsidio; neminem unum esse cuius magis opera putet rem restitutam L.Lucretius, consul anni prioris, recenti gloria nitens, suas laudes participare cum Caesone, memorare pugnas, referre egregia facinora.

تیتوس کوئینکتیوس (با سابقهٔ سه کنسولی) دستاوردهای پرشمار خود و خاندانش را برشمرد و سپس تأکید کرد که «چه در خاندان کوئینکتیان و چه در کل شهر روم چنین اعجوبه‌ای با چنین شجاعت زودرسی هرگز ظهور نکرده است. او سرباز نمونهٔ من بوده است و بارها دیده‌ام که در خط مقدم با دشمنان جنگیده است.» اسپوریوس فوریوس نیز گفت: «وقتی که با سپاهم گرفتار بودم، او را تیتوس کوئینکتیوس به یاری من فرستاده بود. در این شهر کسی نیست که از نظر من تلاش‌هایش برای حفظ سپاهم مؤثرتر از آنِ او بوده باشد.» لوکیوس لوکرتیوس، کنسولِ پارسال، با آن دستاوردهای نظامیِ تازه و درخشانش، دستاوردهای خود را با کایسو تقسیم کرد و شمه‌ای از نبردهای و شاهکارهای او را تعریف کرد.— تیتوس لیویوس، از پیدایش روم، ج۳، گفتار ۱۲
این‌بار پدر کایسو، لوکیوس کوئینکتیوس (ملقب به کینکیناتوس) وارد شد و از حاضران خواست تا پسر جوانش را (دست‌کم به خاطر اویی که هیچ‌کس را نیازرده) ببخشایند. لیکن این سخنان در شنوندگان تأثیر نکرد و بسیاری از کتک‌خوردگانِ کایسو با تهدیدهای نشان دادند که قرار است حکم خشنی صادر کنند.
او در نهایت تبعید شد.